# Ollé
Ollé település Franciaországban, Eure-et-Loir megyében. Lakosainak száma 626 fő (2022. január 1.). Ollé Cernay, Orrouer, Saint-Georges-sur-Eure, Chauffours, Bailleau-le-Pin, Magny és Marchéville községekkel határos.

## Népesség
A település népességének változása:
| Lakosok száma | 313  | 405  | 479  | 561  | 605  | 608  | 612  | 622  | 623  | 626  |
|               | 1968 | 1982 | 1990 | 2006 | 2013 | 2015 | 2017 | 2019 | 2020 | 2022 |